# Georg Benedict Winer
Johann Georg Benedict Winer, född 13 april 1789 i Leipzig, död där 12 maj 1858, var en tysk protestantisk teolog.

## Biografi
Winer blev privatdocent 1817 och extra ordinarie professor 1819 vid Leipzigs universitet. Han kallades 1823 till Erlangens universitet, men flyttade 1832 tillbaka till Leipzig. 
Winer hade stort inflytande på den uppväxande teologgenerationen och är i vetenskapligt hänseende mest känd för sina studier av Nya testamentets språk. Hans främsta verk är Grammatik des neutestamentlichen Sprachidioms als sichere Grundlage der neutestamentlichen Exeges bearbeitet (1821; sjunde upplagan utgiven av Gottlieb Lünemann 1867, åttonde upplagan av Paul Wilhelm Schmiedel, 1894–1898). 
Winer utgav vidare Biblisches Realwörterbuch (två band, 1820; tredje upplagan 1847–1848), uppmärksammat bland annat genom sin rikedom på litteraturanvisningar, och Handbuch der theologischen Literatur, hauptsächlich des protestantischen Deutschlands (två band,1820; tredje upplagan 1838–1840, "Ergänzungsheft" 1842). Han utgav "Zeitschrift für wissenschaftliche Theologie" 1826–1832.